# Index 01
Index 01 est une installation réalisée par Art & Language, un collectif d'artistes conceptuels anglo-saxon, créée pour et exposée à la documenta 5 de Cassel de 1972 ,. Elle était composée de textes et de graphiques collés sur les murs d'une salle au milieu de laquelle étaient posés 8 meubles de rangement de bureau remplis d'extraits de textes minutieusement référencés,.

## Historique
À partir de la création du collectif en 1968 et pendant une dizaine d'années, leur production consistera en de très nombreux textes sur différents supports, textes en général critiques ou auto-réflexifs. Ils sont publiés dans leur revue Art-Language ou affichés de diverses manières. Entre 1972 et 1976 environ, le collectif d'artistes les mettra en « index » dans diverses installations , composées de fichiers et de placards de textes, dont le premier Index 01 est exposé à la documenta 5 de Cassel.

## Analyse
Cette œuvre posait la question du statut de l'objet d'art et de son auteur,. Ce type d'installation ne procurait aucun plaisir visuel immédiat. Il est demandé au spectateur un effort pour comprendre et apprécier l'œuvre. Le collectif Art & Language ne souhaitait pas rendre son installation hermétique mais voulait « rendre difficile toute assimilation de leur œuvre par une "histoire de l'art" rassurante ».